# Les Hommes de Las Vegas
Pour plus de détails, voir Fiche technique et Distribution.
Les Hommes de Las Vegas (Las Vegas, 500 millones) est un film franco-hispano-italo-allemand réalisé par Antonio Isasi-Isasmendi, sorti en 1968.

## Synopsis
Un homme décide de venger son frère en volant un transporteur de fonds.

## Fiche technique
- Titre français : Les Hommes de Las Vegas
- Titre original : Las Vegas, 500 millones
- Réalisateur : Antonio Isasi-Isasmendi
- Scénario : Lluís Josep Comerón, Jo Eisinger, Jorge Illa, Antonio Isasi-Isasmendi d'après le roman Les Hommes de Las Vegas d'André Lay
- Dialogues : Jo Eisinger
- Musique : Georges Garvarentz[1]
- Producteur : Nat Wachsberger
- Durée : 124 minutes
- Genre : Film policier, drame
- Couleur : Technicolor
- Dates de sortie
  - Espagne : 31 octobre 1968
  - France : Janvier 1969
  - Italie : 6 février 1969
  - Allemagne de l'Ouest : 7 mars 1969

## Distribution
- Gary Lockwood (VF : Philippe Ogouz) : Tony Ferris
- Elke Sommer (VF : Julia Dancourt) : Ann Bennett
- Lee J. Cobb (VF : Jean Martinelli) : Steve Skorsky
- Jean Servais (VF : Lui-même) : Gino
- Georges Géret (VF : Lui-même) : Leroy
- Jack Palance (VF : Jean Berger) : Douglas
- Fabrizio Capucci : Cooper
- Roger Hanin (VF : Lui-même) : The Boss
- Gustavo Re (VF : Henry Djanik) : Salvatore
- Daniel Martín : Merino
- Maurizio Arena (VF : Marc de Georgi) : Clark
- Enrique Ávila : Baxter
- Rossella Bergamonti
- Gérard Tichy (VF : Georges Atlas) : Shérif Klinger
- Rubén Rojo (VF : Jean Lagache) : Brian (Berry en VF)
- George Rigaud (VF : Jean-Henri Chambois) : Inspecteur-chef Morton
- Carlos Ballesteros (VF : Michel Le Royer) : Young, le garde de la voiture 14
- Fernando Hilbeck (VF : Jean-François Laley) : Sam « Sammy » Brian, le collègue de Douglas
- Lorenzo Robledo (VF : Jean Michaud) : l'employé du service de contrôle
- Armand Mestral (VF : Lui-même) : l'inspecteur de police